# وارتایر
وارتایر (به انگلیسی: Wartair) یک منطقهٔ مسکونی در پاکستان است که در خیبر پختونخوا واقع شده‌است.